# Bastien Lallemant
Pour les articles homonymes, voir Lallemant.
Bastien Lallemant est un auteur-compositeur-interprète français, né le 11 décembre 1972 à Dijon.

## Biographie
Avant d'entamer sa carrière solo au début des années 2000, il a été membre d'un groupe nommé Les Joueurs de Biques.
Il a étudié au conservatoire à rayonnement régional de Dijon et à l'école nationale des beaux-arts de Dijon. Il est particulièrement connu pour le spectacle dénommé « Les siestes acoustiques »,.

## Discographie
En solo
- 2003 : Les Premiers Instants, Tôt ou tard
- 2005 : Les Érotiques,  Tôt ou tard
- 2010 : Le Verger, Acousti Studio
- 2015 : La Maison haute, Zamora Éditions
- 2019 : Danser les filles, Zamora Éditions
- 2022 : Les micros siestes acoustiques, Zamora Label
- 2024 : La Paresse, Zamora Label

Avec Les Joueurs de Biques
- Les Dents du bonheur
- 2000 : Les Cadeaux, éditions Le Jeu de mains

## Filmographie
- Bastien Lallemant, paysage à part de Delphine Maza, 2014, 55 min, documentaire[4]